# Szakovics József
Szakovics József (szlovénül Jožef Sakovič, németesen Joseph Sakowitsch) (Tivadarc, 1874. február 2. – Alsószölnök, 1930. szeptember 22.) magyarországi szlovén római katolikus plébános, imakönyvszerkesztő, a vend nyelv megújításának egyik fő résztvevője.

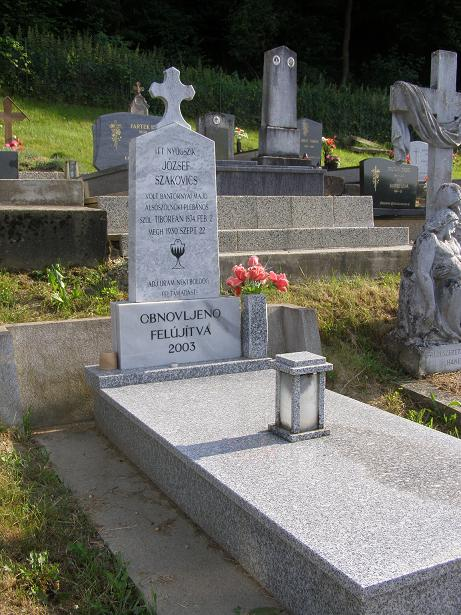
Szakovics József sírja az alsószölnöki temetőben.

A Vas vármegyei Tiborfán (ma Vadarci, Szlovénia) született, szülei Szakovics Mátyás és Mácsek Ilona voltak. Szombathelyen végezte a gimnáziumot és tanult teológiát. 1899. július 2-án szentelték pappá. Néhány hónapig kisegítő volt a Sopron vármegyéhez közeli Pápocon, októbertől decemberig káplán Zalaegerszegen, 1900-ban Rohoncon (ma Rechnitz, Ausztria), aminek lakossága horvát nemzetiségű volt, s Szakovics beszélte a nyelvüket. Ezt követően egy évig Cserföldön (ma Črenšovci, Szlovénia), utána 1902 júliusáig a zalai horvát Tótszentmártonban káplánkodott. 1905-ig Csendlakon (ma Tišina, Szlovénia), 1906-ig Bándolon (ma Weiden bei Rechnitz, Ausztria) volt káplán. 1906-tól három esztendeig Belatincon (ma Beltinci, Szlovénia) volt adminisztrátor, 1909-ben Vashidegkúton (ma Cankova, Szlovénia), 1913-ig Alsószölnökön. Utóbbi falu rendkívül vegyes lakosságú volt, szlovénok, magyarok és németek lakták. Nagyobb gondot jelentett, hogy eddig nem sikerült az 1816 óta működő plébánia élére (melynek első papja a nem kevés jelentőséggel bíró Kossics József volt) német káplánt, vagy épp plébánost kinevezni. Ezért a templomban azóta is magyarul miséznek, ellenben Szakovics, aki beszélte az itteni svábok nyelvét, gyakran tartott német nyelvű istentiszteleteket.
1913-ban helyezték Bántornyára (ma Turnišče, Szlovénia), ahol 1917-ig igazgató, utána tizenegy éven át plébános volt.
Szakovics jelentősége a magyarországi szlovén nyelv, a vend megőrzésében van. Mindenekelőtt a vallás terén kívánta ezt elősegíteni. 1904-ben átdolgozta a még Küzmics Miklós szerkesztette imakönyvet (Molitvena kniga), amit ma is használ a vasi szlovén családok többsége,  s ez még újabb kiadásokat ért meg (1904, 1910, 1914, 1931, 1941), továbbá iskolai hittankönyvet és evangéliumot is kiadott vendül. Bár Szakovics nem tanult nyelvészetet, ennek ellenére sikerült keresztülvinnie a nyelvújítást. Az általa átszerkesztett imakönyvekben a régi archaikus szórendet a szlovén és a horvát nyelv alapján alakította ki, ugyanakkor a régi szavakat is lecseréltek újakra. Szükség is volt minderre, mert azután, hogy a Vendvidék kétharmada már Jugoszláviához tartozott, az oktatási nyelv ott már csak a szlovén lett, a vend használata pedig a liturgiára és a sajtóra szorult. Szakovics önállóan két imakönyvet adott ki, ahol már teljesen az új elemekkel írta a vend nyelvű szöveget, így hozzájárult az új írott nyelv kialakulásához.

Szakovics ugyanakkor a vendek szlovén származását elismerő elképzelését képviselte, más ugyancsak szlovén születésű katolikus papokkal mint Bassa Ivánnal, vagy Kühár Istvánnal.
Szakovics tagja volt egy időben a Szlovén Néppártnak. 1918-ban részt vett a Szlovenszka krajina-program kidolgozásában Klekl Józseffel.
1928-ban helyezték Alsószölnökre. Nem sok adatott meg neki a papi szolgálatból, mert 1930. szeptember 22-én elhunyt 56 éves korában. Halálát szájüregi rák okozta, amely dohányzó életmódjának a következménye volt. Temetésére szeptember 24-én került, amin mintegy 2000 ember vett részt.

2003-ban a helyi szlovénok új sírkövet állítottak neki a község temetőjében.

## Alkotásai
- Molitvena kniga (1904.)
- Sveti evangjeliomi (1906, Radgona)
- Katoličanski katekizmuš z galvnimi zgodbami biblije za šolare, I.-II. razreda (1907, Budapest)
- Kniga molitvena bogáboječim düšam dána (1909)